# コチョ・ラツィン
コスタ・アポストロフ・ソレフ（マケドニア語: Коста Апостолов Солев、1908年12月21日 - 1943年6月13日）は、マケドニア・ヴェレスに生まれた詩人、共産主義者である。現代北マケドニア文学の基礎を築いた。代表作は『白き夜明け(マケドニア語: Бели мугри)』(ザグレブ, 1939)。散文も発表したほか、歴史、哲学、文芸評論などの面で重要な業績を残した。ラツィンというペンネームは、彼の最愛の人物であるラヒルカ・フィルフォヴァ・ラツァに由来している。彼の死について、詳細なことはまだ知られていない。そのため、暗殺されたのではないかと疑われている。

## 生涯
コチョ・ラツィンは1908年ヴェレスに生まれた。貧乏な家庭に育ったため満足に教育を受けることができなかった。13歳で高校を中退後、父親の陶芸工房で働きながら独学で勉強した。1924年にマルクス主義思想と出会いユーゴスラビア共産主義者同盟に加入、一時期マケドニア支部の有力な党員となる。彼のエッセイ「新しい文学の発展」では、マケドニアの近代文学を発展させるための最善の方法は、進歩的な社会観と尽きることのない豊かなマケドニアの民間伝承を融合させ、それを構築することであったと主張した。

## 作品

### 詩
1928年ラツィンは詩を書き始めた。2月から7月まで自分の最愛の人物ラヒルカ・フィルフォヴァに31篇の愛の詩を捧げ、詩集「苦しみの選集(マケドニア語: Антологија на болката)」を出版した。ブルガリア語で書かれた6つの詩以外は、すべてセルボ・クロアチア語で書かれた。同年、ラツィンは処女作、「飢餓の息子たち(セルビア語: Синови глади)」をセルビア語で書き、ザグレブの雑誌で出版した。1932年、スコピエで哲学専攻の学生イオヴァン・ギョルギイェヴィッチやアレクサンダル・アクシッチと共に、詩集『1932』をセルビア語で発表した。その中の「花火 (セルビア語: Ватромет)」は、ラツィンの中で最も感動的な詩の一つであった。続いて1936年に出版された「労働者へ (マケドニア語: До еден работник)」は母語であるマケドニア語で書かれた最初の詩であった。2年後、スペイン内戦で殺されたヴェレスの鉱夫ガンチョ・ハジパンゾフに敬意を表して「アストゥリアス鉱夫の死」を出版した。彼の最高の成功本は1939年に出版された詩集『白き夜明け (マケドニア語: Бели мугри)』である。この詩集は4千冊出版されて、ユーゴスラビア全体やピリン・マケドニアで大成功をうけて発売された。

### 散文
ラツィンが初めて書いた原稿は、「結果 (マケドニア語: Резултат)」という散文であった。1928年、ザグレブの雑誌「クリティカ」に出版された。1932年、ザグレブの文学コンクールに参加して、彼の書いた物語「採石場で (セルビア語: У каменолому)」は賞賛された。1年後、ラツィンの小説「アヘン (クロアチア語: Opium、マケドニア語: Афион・ケシ)」からの断片が同じ雑誌に掲載された。ラツィンは、1931年頃にこの小説を書き始めたが、彼が逮捕されている間に小説の原稿は喪失してしまった。ラツィンによって書かれた他の小説は『タバコの生産者 (マケドニア語: Тутуноберачи)』（1937年）、『正午 (マケドニア語: Пладне)』（1937年）、『一つの命 (マケドニア語: Еден живот)』（1937年）、"Golden Craft (マケドニア語: Златен занает)"（1939年）。『父』や『大きな喜び』は彼の死後に出版された。